# Parmaturus bigus
Parmaturus bigus е вид хрущялна риба от семейство Scyliorhinidae.

## Разпространение
Видът е разпространен в Австралия (Куинсланд).